# رافائل فریرا سیلوا
رافائل فریرا سیلوا (انگلیسی: Rafa Silva؛ زادهٔ ۱۷ مهٔ ۱۹۹۳) یک بازیکن فوتبال اهل پرتغال است.

وی همچنین در تیم ملی فوتبال پرتغال بازی کرده‌است.
([] Error: {{Lang-xx}}: فاقد متن (راهنما)
nil